# Christoph Walther II

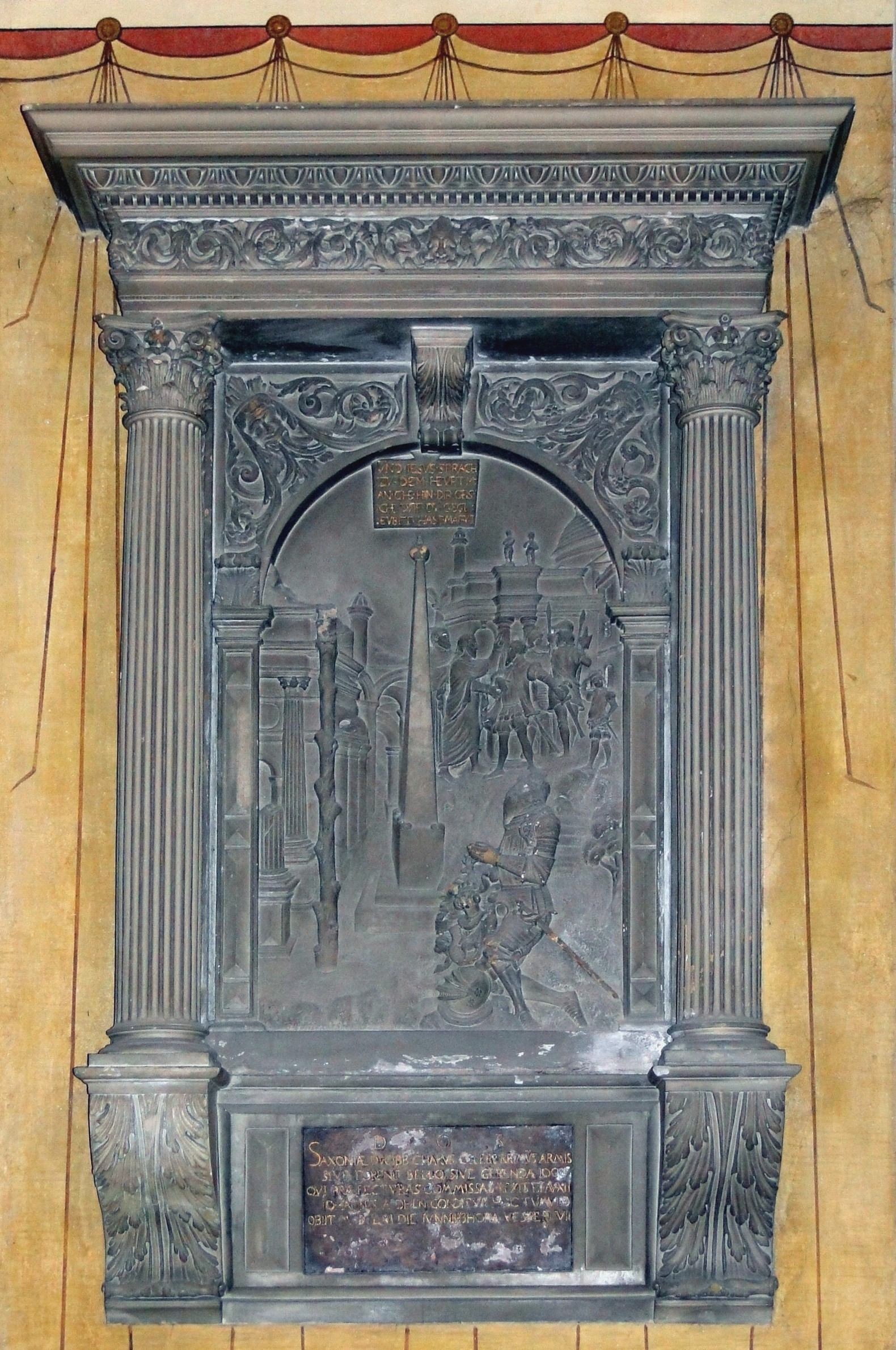
Epitaph für Hans von Dehn-Rothfelser (1561), heute in Dresden-Leuben

Christoph Walther (* 25. Januar 1534 in Breslau; † 27. November 1584 in Dresden) war ein deutscher Bildhauer, der sich um 1558 in Dresden niederließ, wo sein Vetter Hans Walther II eine große Werkstatt mit Verbindungen zum kurfürstlichen Hof betrieb. Zur Abgrenzung gegenüber anderen Künstlern gleichen Namens, wie Christoph Walther I (Bildhauer, 1493 bis 1546), Christoph Walther III (Maler, 1550 bis 1592) und Christoph Walther IV (Bildhauer, 1572 bis 1626) wurde er als Christoph Walther II oder Christoph Walther II. bezeichnet.

## Leben
Christoph Walther II entstammt einer schlesisch-sächsischen Künstlerfamilie. Er wurde in Breslau 1534 als zweiter Sohn von Andreas Walther I geboren und war damit der Bruder des Bildhauers Andreas Walther II, der 1567 nach Dresden umzog.
Christoph Walther II begab sich  auf Wanderschaft, unter anderen nach Wien. Um 1558 wurde er in Dresden ansässig, und konnte so die Verbindungen und die Reputation seines erfolgreichen Vetters Hans Walther II nutzen. Im Jahr 1562, bei der Ratssitzung am 11. November, erhielt er die Bürgerrechte der Stadt Dresden. Der sächsische Kurfürst August beauftragte ihn und Hans Walther II in Sachsen Marmorsteinbrüche zu erkunden. Im Erzgebirge, nahe Schwarzenberg, entdeckten sie die dortigen Marmorvorkommen. Im Jahr 1574 war er Gründungsmitglied der Dresdner Malerinnung (Künstler). Neben Skulpturen gestaltete er vorrangig Altäre und Epitaphe in und um Sachsen.
Im Auftrag des Kurfürsten unternahm er 1583 eine Studienreise nach Karlstein in Böhmen, um die dortigen Marmorsteinbrüche zu besichtigen; das Ergebnis seiner Untersuchung scheint wenig befriedigend gewesen zu sein. Walther starb im November des darauffolgenden Jahres und wurde auf dem Frauenkirchhof im Schwibbogengrab 69 beerdigt.

## Werke (Auswahl)

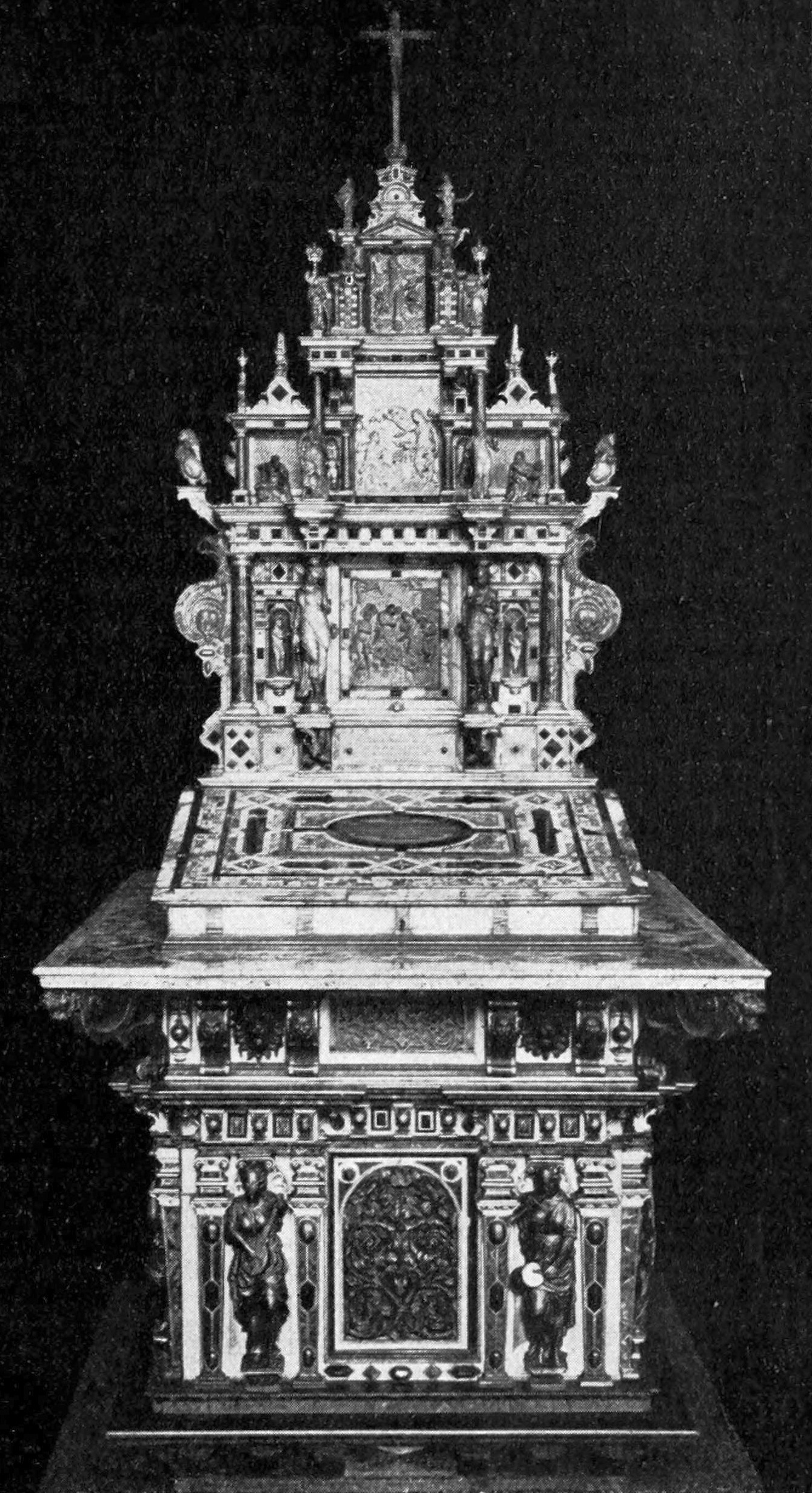
Positiv von 1583 mit altarähnlichem Unterteil

- 1561: Epitaph für Bauintendanten Hans von Dehn-Rothfelser, ursprünglich Frauenkirchhof, in der Gegenwart Himmelfahrtskirche Dresden-Leuben
- 1564: Altar, gestiftet Wolf von Schönburg und Gemahlin Anna, geb. Schenk, Stadtkirche Penig
- 1566: Epitaph für Hugo von Schönburg in der Stadtkirche Waldenburg. Mit  2,95 m Breite und 6,58 m Höhe bis dahin das bedeutendste Grabmal in Sachsen.
- 1573 und 1575: Epitaph für Margarethe Pflugk, geb. von Schleinitz und ihres Gatten Hans Pflugk Kirche in Strehla
- 1576: Taufstein aus Sandstein für die Kirche Zabeltitz bei Großenhain
- 1579: Epitaph für Anna von Whese aus Sandstein, Stadtkirche Stolpen, zusammen mit Andreas Walther II.
- 1580 und 1582: Epitaph aus Sandstein für Nickel Pflugk, Anna Pflugk und Elisabeth Pflugk, Kirche Zabeltitz bei Großenhain
- 1580: Epitaph des Hoforganisten Christoph Walther III, Frauenkirchhof in Dresden
- 1580: Epitaph des Hans Georg von Schönfeld auf Markersdorf, Kirche Benešov nad Ploučnicí in Nordböhmen
- 1583: Positiv, altarähnliches Unterteil geschnitzt, Oberteil mit farbigen Steinen bestückt für das Dresdner Schloss
- 1584: Epitaph aus Sandstein für den Hofmarschall Hans Georg v. Krosigk und Sandsteinaltar für die alte Dresdner Frauenkirche, später Annenkirche, im 18. Jahrhundert in die Friedrichstädter Kirche versetzt
- 1584: überlebensgroße Sandsteinfigur des Ritter Dutschmann mit dem Stadtwappen am Schilde, Brunnenfigur auf dem Hauptmarkt in Bautzen
- 1584: Epitaph aus Sandstein für Friedemann von Selmenitz in der Stadtkirche Delitzsch
- 1584: Friedhofportal mit Figuren- und Wappenreliefs, Glauchau
- 1584: Andreasbrunnen aus Sandstein auf dem Markt in Kamenz
- Epitaphe in Neustadt in Sachsen, heute in der St.-Jacobi-Kirche aufgestellt